# Erlenbach (Mindel)
Der Erlenbach ist ein rechter Nebenfluss der Mindel im Landkreis Günzburg. Über diese ist er ein indirekter rechter Nebenfluss der Donau in Bayern. 
Die Quelle des Erlenbachs befindet sich südöstlich der Ortschaft Freihalden auf dem Gebiet des Marktes Jettingen-Scheppach nahe der Grenze zum benachbarten Landkreis Augsburg. Von dort aus fließt der gut 15 km lange Bach zuerst in nordwestlicher, dann in nördlicher Richtung bis zur Mündung in die Mindel bei der Riedmühle südwestlich von Mindelaltheim. Der Höhenunterschied zwischen der Quelle und der Mündung beträgt 86 m.
Ortschaften, die am Erlenbach liegen sind Freihalden, Jettingen, Scheppach (alle drei: Markt Jettingen-Scheppach), Mindelaltheim und die Stadt Burgau.